# Nautile

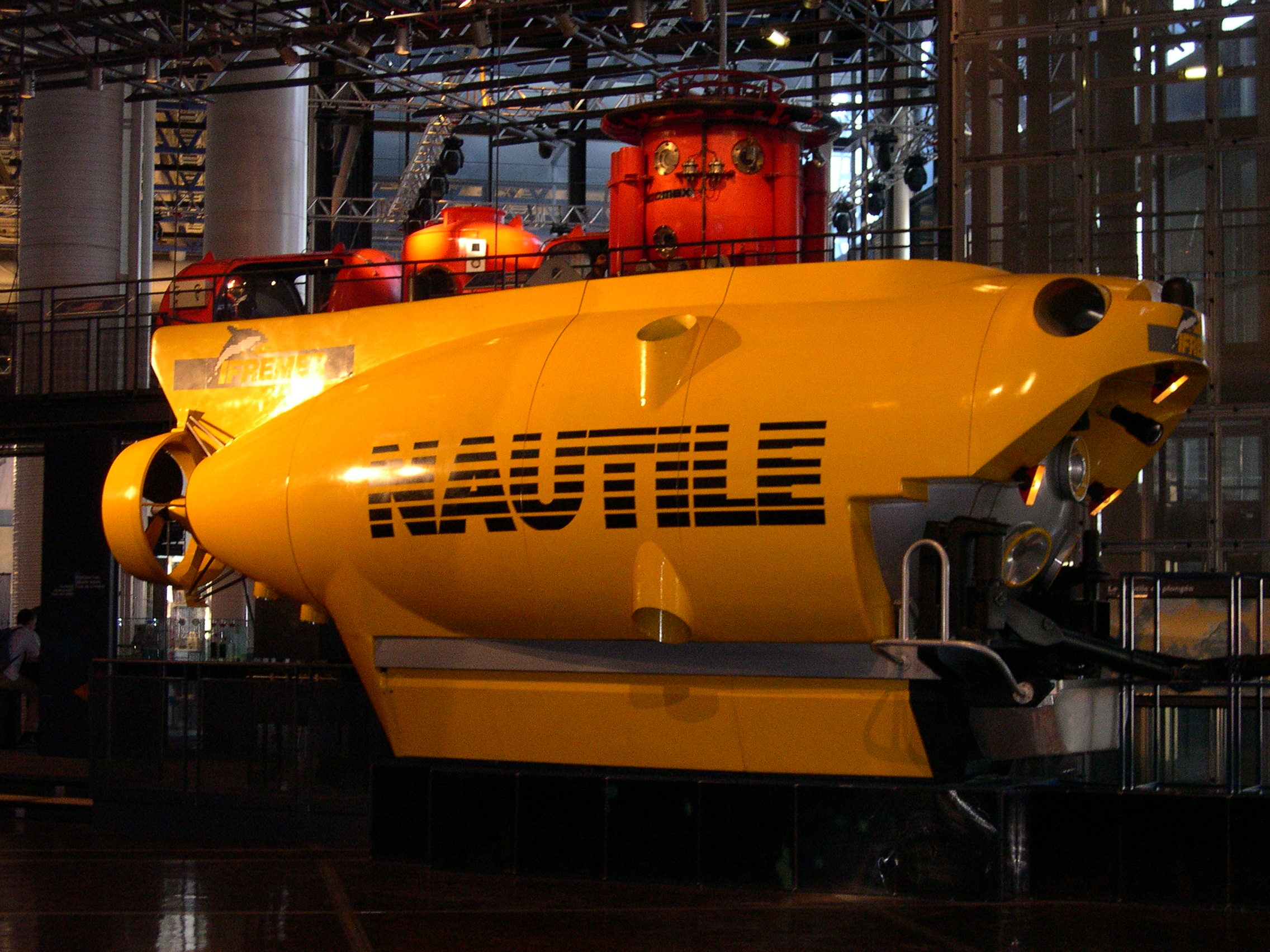
El submarino Nautile.

El Nautile es un minisubmarino de aguas profundas tripulado perteneciente al Instituto Francés de Investigación para Ciencias Marinas (Ifremer). Puede llegar a una profundidad de inmersión de 6.000 metros, lo que le permite explorar el fondo del mar en un 97%. Desde su puesta en marcha en 1984 ha realizado alrededor de 1.500 inmersiones.

## Especificaciones
El Nautile es un batiscafo que se diseñó para una tripulación de tres personas. Pesa alrededor de 19,5 toneladas, y en su mayoría está hecho de titanio. La medida del submarino es de 8 m de largo, 2,7 m de ancho y 3,8 m de altura; el diámetro interno es de 2,1 m. Tiene tres ojos de buey con un diámetro de 12 cm que permiten una buena visibilidad. El submarino está equipado con baterías de plomo con una capacidad de 37 kWh (230 V) y 6,5 kWh (28 V). Es impulsado por un rotor principal y su velocidad máxima es de 1,7 nudos. El rango en el agua es de 7,5 kilómetros, el tiempo máximo de uso es de cinco horas. Tres rotores auxiliares permiten un posicionamiento preciso bajo el agua.
Un sistema de sonar permite la exploración del medio ambiente. El posicionamiento tanto submarino como sobre la superficie del agua constituyen una determinación de la posición exacta. Una serie de sensores registran la temperatura, la profundidad del agua, la velocidad, dirección del recorrido y el tiempo. El Nautile está equipado con dos cámaras, dos cámaras de vídeo y siete luces, dos brazos robóticos, una pala con una ventosa y un dispositivo de sujeción que permite la manipulación bajo el agua. Si se desea, el submarino estará equipado, en lugar de con la canasta de colecta, con el robot Robin (ROBot d'Inspection du Nautile) que le permite agrandar su campo de acción y llegar a lugares a los que el submarino no puede accederl. El Nautile puede permanecer bajo el agua durante ocho horas y dispone de una autonomía suplementaria de seguridad de 120 horas que garantiza la supervivencia de la tripulación.

## Utilización
El Nautile ha sido usado para la exploración científica, exploración de empresas petroleras, operaciones militares, investigación arqueológica, así como en el rescate de los restos de las aeronaves de vuelo Itavia 870 en 1987 y de Air France en 2009. Además, los restos del RMS Titanic se exploraron con su ayuda. También se usó en el hundimiento del Prestige en 2002 .